# فیرفیلد، شهرستان کاوینگتون، آلاباما
فیرفیلد (به انگلیسی: Fairfield) یک منطقهٔ مسکونی در ایالات متحده آمریکا است که در شهرستان کاوینگتون، آلاباما واقع شده‌است. فیرفیلد ۵۷٫۹۱ متر بالاتر از سطح دریا قرار دارد.